# 게이한이시야마역
게이한이시야마역(일본어: 京阪石山駅)은 일본 시가현 오쓰시에 위치한 게이한 전기 철도 이시야마사카모토 선의 철도역이다. 역 번호는 OT 03이며, 섬식 승강장 1면 2선의 구조를 갖춘 지상역이다.

## 타는 곳
| (북쪽) | ■ 이시야마사카모토 선 | 상행 | 가라하시마에 · 이시야마데라 방면                                                                    |
| (남쪽) | ■ 이시야마사카모토 선 | 하행 | 하마오쓰 · 사카모토 · 히에이잔 · 교토 (산조 · 데마치야나기) · 오사카 (요도야바시 · 나카노시마) 방면 |

## 이용 현황
- 2003년 기준 : 5,045명

## 역 주변
- 국도 제1호선

## 인접 역
| 게이한 전기철도 ■ 이시야마사카모토 선 | 게이한 전기철도 ■ 이시야마사카모토 선 | 게이한 전기철도 ■ 이시야마사카모토 선 |
| ------------------------------------- | ------------------------------------- | ------------------------------------- |
| OT 02 가라하시마에 이시야마데라 방면  | ■ 이시야마사카모토 선                 | 아와즈 OT 04 사카모토 방면            |